# Гестией Перинфский
Гестией Перинфский (др.-греч.  Ἑστιαῖος Περίνθιος) — древнегреческий философ IV века до н. э. Происходил из Перинфа, города во Фракии, на Пропонтиде. Был связан с Академией Платона. Диоген Лаэртский упоминал его среди учеников Платона (Д. Л. III, 46). Вместе с Аристотелем, Гераклидом, Спевсиппом и Ксенократом присутствовал на лекции Платона «О благе» и записал её. Согласно доксографической традиции, Гестией выдвинул свою теорию зрения (Diels, Dox.403).